# Isla Steele
La isla Steele es una isla de 19 kilómetros de largo de este a oeste y 16 kilómetros de ancho, elevándose por encima de la barrera de hielo Larsen frente a la costa Black, en el este de la península Antártica, 19 kilómetros al sureste del cabo Sharbonneau.
Tiene una altura de 488 metros. Está completamente cubierta de hielo, y agrietada en sus laderas abruptas.

## Historia y toponimia
Fue descubierto por miembros de la Base Este del Servicio Antártico de los Estados Unidos (USAS) en 1940, y recibió el nombre de Clarence E. Steele, conductor del tractor de dicha base.

## Reclamaciones territoriales
Argentina incluye a la isla en el departamento Antártida Argentina dentro de la provincia de Tierra del Fuego, Antártida e Islas del Atlántico Sur; Chile reclama solo una pequeña porción de su extremo sudoeste al oeste del meridiano 53° O, que incluye en la comuna Antártica de la provincia Antártica Chilena dentro de la Región de Magallanes y de la Antártica Chilena; y para el Reino Unido integra el Territorio Antártico Británico. Las tres reclamaciones están sujetas a las disposiciones y restricciones de soberanía del Tratado Antártico.
Nomenclatura de los países reclamantes: 
- Argentina: isla Steele[5][6]
- Chile: isla Steele[3]
- Reino Unido: Korff Ice Rise[7]